# Mique Beltrán
Mique Beltrán, que firma simplemente como Mique, es un historietista e ilustrador español, nacido en Jaraguas (Venta del Moro-Valencia) en 1959.

## Biografía
Mique Beltrán es un historietista, ilustrador, y guionista español nacido en Jaraguas (Valencia) en 1959.
Beltrán debuta en la historieta con dos fanzines autoeditados, "El Polvorón polvoriento", con influencias underground, y salta a la profesionalidad en 1980 en las revistas "Star" y "Bésame Mucho" con guiones en esta última para el dibujante Manel Gimeno. 
En 1982 crea como dibujante su personaje de Cleopatra para la revista Cairo, y publica Pasaporte para Hong Kong, donde su estilo comienza a depurarse hacia una línea más clara, y donde ya aparecen los elementos narrativos característicos del autor, como el movimiento, la acción, las elipsis, y el humor, en una sucesión continua de “gags”. 
Siguiendo el tono de aventuras exóticas en clave de humor con Cleopatra dibuja Una tarde en el sex-shop, El collar de la baronesa, y El tesoro de Sin Bonga.
Tras la serie de episodios cortos de Cleopatra seguirán las primeras aventuras largas del personaje en la revista Cairo con La pirámide de cristal en 1983, y Macao en 1984, ya en color, y donde aparece por primera vez Marco Antonio, el hijo pequeño de Cleopatra. 
Con un estilo narrativo y gráfico ya consolidado, Beltrán propone guiones a otros dibujantes con el fin de contar historias que le interesan pero que no se adaptan a su estilo. Escribe Ninguna rubia pedirá fuego a un perdedor para Manel Gimeno en "Bésame Mucho" (1982) en tono de género negro, Mujeres fatales para Max en "Complot!" (1985), cinco episodios autoconclusivos que giran en torno al amor, el sexo, y las pasiones imposibles, y Livingston contra Fumake para Keko en la revista Madriz (1986), una historia policiaca en clave de humor negro.
En esa época Beltrán inicia incursiones en el mundo audiovisual. En 1987 dirige un piloto de serie llamado Las aventuras de Cleopatra, el primer intento de llevar a la pantalla a sus personajes con actores sobre fondos dibujados que acabó sin fructificar; y en 1990 escribe la obra de teatro "Escápate conmigo, Monstruo" para La Pavana Companyia Teatral, una comedia musical donde se dan cita los monstruos del terror clásico como Drácula, el monstruo de Frankenstein, el hombre lobo, y la Momia. La obra se repuso en el año 2006 y fue nominada en el 2007 a los Premios Max de teatro.
Paralelamente en 1990 inicia en El Pequeño País, suplemento semanal del diario El País, la publicación de Marco Antonio. Dirigido a un público mayoritariamente infantil, Beltrán otorga todo el protagonismo a Marco Antonio, el hijo de Cleopatra, y trabaja en historias de una página que acaban con un gag final. Aunque mantiene el mismo estilo gráfico, Beltrán plantea historias de carácter costumbrista, ambientadas en la actualidad, donde el colegio, los padres, los amigos o los juegos son los motivos argumentales. Entremedias, publica en el mismo suplemento La rebelión de las sombras, una nueva aventura larga por entregas donde recupera a Cleopatra, y después continúa con las páginas semanales de Marco Antonio, colaboración que se mantiene hasta 1999. 
En 1993 escribe y codirije el cortometraje de animación "Una tarde en el metro", un cortometraje didáctico del Metro de Valencia donde aparecen por primera vez en pantalla sus personajes de Marco Antonio y Cleopatra como invitados. 
Finalmente en 1997 los personajes son adaptados a la gran pantalla en el largometraje de animación Marco Antonio. Rescate en Hong Kong. Con guion del propio Beltrán la película es una fiel traslación de las primeras historietas, donde los personajes de Cleopatra, Marco Antonio, y otros aparecidos en las historietas se embarcan en una trepidante aventura exótica en clave de humor. El largometraje fue nominado a los Premios Goya 2001 a la mejor película de animación.
En 1996 escribe guiones para la serie de animación Cuttlas del dibujante Calpurnio, y en 1998 colabora como guionista de televisión en el concurso Cosas de Familia en Canal Nou.
En 1999 dirige Azúcar, su primer cortometraje de ficción en 35 mm, una historia en clave dramática con la que la actriz Violeta Cela es premiada con el Faro de Plata a la mejor actriz en el XII Festival L´Alfas del Pi. 
En 2001 escribe los argumentos y coordina los guiones de la serie de animación Marco Antonio basada en sus propios personajes de cómic. La serie de televisión cuenta con todos los personajes del cómic y conjuga aventuras exóticas con cotidianas en clave de humor. La serie se finalizará en 2009 y es emitida en Clan TVE y Canal Nou. 
En 2002 funda con Eva Vizcarra la productora audiovisual Endora Producciones, y dirige su segundo cortometraje de ficción titulado Tequila.com, protagonizado por Daniel Guzmán y Cristina Plazas, una comedia de enredo que resulta premiada en diversos festivales. También escribe los primeros guiones de La fenestra indiscreta, serie documental sobre arquitectura social que se emite en la televisión autonómica valenciana.
En 2006 escribe el guion del cortometraje de animación Sculture Club basado en las esculturas del artista Juan Ripollés, que recibe el premio SGAE 2006 al mejor cortometraje animación, y en 2007 escribe el guion del largometraje de animación Gigantes, la leyenda de Tombatossals, basado en la novela de Josep Pascual Tirado. 
En 2010 escribe el guion del largometraje de animación Ninots, sin concluir en 2025.
En el año 2012 se publica Marco Antonio, obra completa, una edición de 300 páginas con todas las páginas de cómic de su personaje, y prepara otra edición recopilatoria de Las aventuras de Cleopatra, momento en el que Beltrán anuncia su regreso al mundo de la historieta. El integral de las aventuras de Cleopatra se edita en 2016 y, tras la quiebra de EDT, es publicado por Diábolo Ediciones.
Su última novela gráfica, 23-F, es un relato autobiográfico donde Beltrán cuenta la experiencia vivida la noche del golpe de Estado del 23 de febrero de 1981 mientras ocupaba Valencia encima de un tanque.

## Obra
| Años      | Título                   | Dibujante     | Tipo  | Publicación     |
| --------- | ------------------------ | ------------- | ----- | --------------- |
| 1982      | Cleopatra                | Mique Beltrán | Serie | Cairo           |
| 1985-1988 | Mujeres fatales          | Max           | Serie | Complot         |
|           | Livingston contra Fumake | Keko          |       | Madriz          |
|           | Marco Antonio            | Mique Beltrán | Serie | El Pequeño País |

## Premios y nominaciones
- 1988 Premio Haxtur como "Mejor Historieta Corta" por "Macao" de la serie Cleopatra en el Salón Internacional del Cómic del Principado de Asturias Gijón
- 1988 Nominado al Premio Haxtur como "Mejor Dibujo" por "Macao" de la serie Cleopatra

## Galería
- Palabras de Mique Beltran en la presentación de un integral sobre su serie Marco Antonio.
- Palabras de Manel Gimeno, prologuista del integral, sobre la serie Marco Antonio.